# 53435 Leonard
53435 Leonard è un asteroide near-Earth di tipo Amor. Scoperto nel 1999, presenta un'orbita caratterizzata da un semiasse maggiore pari a 2,310724 UA e da un'eccentricità di 0,483308, inclinata di 15,350315° rispetto all'eclittica. Ha un periodo di rotazione di 5,189 ore.